# Dale Ellis
Pour les articles homonymes, voir Ellis.
Dale Ellis, né le 6 août 1960 à Marietta en Géorgie, est un joueur américain de basket-ball ayant joué en NBA.

## Biographie
Après avoir joué à l'université du Tennessee, Ellis est sélectionné au 9e rang de la draft 1983 par les Mavericks de Dallas. Cette période au poste d'arrière shooteur est peu remarquée car il a un faible temps de jeu.
La carrière de Ellis change radicalement après son transfert aux SuperSonics de Seattle contre Al Wood le 23 juillet 1986. Son temps de jeu augmente considérablement, et ses statistiques passent de 7,1 points par match avec les Mavericks à 24,9 points par match avec les SuperSonics. Son apport chez ces derniers est récompensé par le trophée de NBA Most Improved Player en 1987.
Ellis continue ses bonnes performances avec les Sonics jusqu'à la fin des années 1980, ses qualités offensives atteignant leur summum à 27,5 points par match lors de la saison 1988-1989. Les 2 253 points qu'il marque cette saison-là dépassent le record de Spencer Haywood dans l'histoire de la franchise (2 251) et seront battus par le jeune All-Star Kevin Durant lors de la saison 2010. Ellis est sélectionné au NBA All-Star Game lors de cette même saison, et inscrit 27 points pour l'équipe de l'Ouest. Au total, Ellis passe quatre saisons et demie avec les SuperSonics, avant d'être à nouveau transféré, aux Bucks de Milwaukee cette fois, contre Ricky Pierce.
Alors qu'il se retrouve une nouvelle fois sur le banc chez les Bucks, son temps de jeu augmente peu à peu et Ellis apporte de nouveau sa contribution à l'équipe grâce à ses capacités de marqueur. À la fin de la saison 1991-1992, il demande à être transféré aux Spurs de San Antonio contre Tracy Murray. Alors que sa production reste la même, il est plus efficace, tirant avec près de 50 % de réussite dans la raquette contre 46 % avec Milwaukee.
Après avoir signé avec les Nuggets de Denver, puis de retour avec les SuperSonics, il signe avec le Magic d'Orlando (où il ne joue jamais cependant), et repart chez les Bucks, puis s'arrête chez les Hornets de Charlotte, où son rôle se réduit. Les Hornets le transfèrent au Heat de Miami après la saison 1999-2000 : mais il regagna un peu de temps de jeu la saison suivante.
En tout et pour tout, Ellis dispute 1 209 rencontres pour une moyenne de 15,7 points par match, 3,5 rebonds, 47,9 % de réussite aux tirs, et 40,3 % de réussite à 3-points. Il se situe au troisième rang au total de tirs tentés à 3-points dans l'histoire avec 1 719, et est 12e au pourcentage de réussite à 3-points. Il détient le record NBA pour le plus grand nombre de minutes jouées sur une rencontre, quand il inscrivit 53 points en 69 minutes (sur un total possible de 73) pour les SuperSonics lors d'une défaite 155-154 contre les Bucks après cinq prolongations le 9 novembre 1989.
Ellis est réputé pour son fameux catch and shoot (autrement dit attrape et tire) rapide au poste bas et en sortie d'écran.

## Statistiques
gras = ses meilleures performances

### Universitaires
Statistiques en université de Dale Ellis
| Saison    | Équipe    | Matchs | Titul. | Min./m | % Tir | % LF | Rbds/m. | Pass/m. | Int/m. | Ctr/m. | Pts/m. |
| --------- | --------- | ------ | ------ | ------ | ----- | ---- | ------- | ------- | ------ | ------ | ------ |
| 1979-1980 | Tennessee | 27     | 6      | 21,2   | 44,5  | 77,5 | 3,6     | 1,3     | 0,8    | 0,5    | 7,1    |
| 1980-1981 | Tennessee | 29     | 28     | 36,4   | 59,7  | 74,8 | 6,4     | 0,7     | 1,2    | 0,4    | 17,7   |
| 1981-1982 | Tennessee | 30     | 30     | 37,8   | 65,4  | 79,6 | 6,3     | 0,7     | 1,6    | 0,1    | 21,2   |
| 1982-1983 | Tennessee | 32     | 32     | 36,8   | 60,1  | 75,1 | 6,5     | 1,0     | 1,6    | 0,1    | 22,6   |
| Carrière  | Carrière  | 118    | 96     | 33,4   | 59,5  | 76,5 | 5,8     | 0,9     | 1,3    | 0,3    | 17,5   |

### Professionnelles

#### Saison régulière
Légende :
| Meilleure progression de l'année | Meilleur joueur de cette catégorie statistique de la saison |

gras = ses meilleures performances
Statistiques en saison régulière de Dale Ellis
| Saison        | Équipe        | Matchs | Titul. | Min./m | % Tir | % 3pts | % LF  | Rbds/m. | Pass/m. | Int/m. | Ctr/m. | Pts/m. |
| ------------- | ------------- | ------ | ------ | ------ | ----- | ------ | ----- | ------- | ------- | ------ | ------ | ------ |
| 1983-1984     | Dallas        | 67     | 2      | 15,8   | 45,6  | 41,4   | 71,9  | 3,7     | 0,8     | 0,6    | 0,1    | 8,2    |
| 1984-1985     | Dallas        | 72     | 4      | 18,3   | 45,4  | 38,5   | 74,0  | 3,3     | 0,8     | 0,6    | 0,1    | 9,3    |
| 1985-1986     | Dallas        | 72     | 1      | 15,1   | 41,1  | 36,4   | 72,0  | 2,3     | 0,5     | 0,6    | 0,1    | 7,1    |
| 1986-1987     | Seattle       | 82     | 76     | 37,5   | 51,6  | 35,8   | 78,7  | 5,5     | 2,9     | 1,3    | 0,4    | 24,9   |
| 1987-1988     | Seattle       | 75     | 73     | 37,2   | 50,3  | 41,3   | 76,7  | 4,5     | 2,6     | 1,0    | 0,1    | 25,8   |
| 1988-1989     | Seattle       | 82     | 82     | 38,9   | 50,1  | 47,8   | 81,6  | 4,2     | 2,0     | 1,3    | 0,3    | 27,5   |
| 1989-1990     | Seattle       | 55     | 49     | 37,0   | 49,7  | 37,5   | 81,8  | 4,3     | 2,0     | 1,1    | 0,1    | 23,5   |
| 1990-1991     | Seattle       | 30     | 24     | 26,7   | 46,3  | 30,3   | 73,8  | 3,1     | 2,1     | 1,1    | 0,1    | 15,0   |
| 1990-1991     | Milwaukee     | 21     | 0      | 29,7   | 48,6  | 44,1   | 70,7  | 3,9     | 1,5     | 0,8    | 0,2    | 19,3   |
| 1991-1992     | Milwaukee     | 81     | 11     | 27,0   | 46,9  | 41,9   | 77,4  | 3,1     | 1,3     | 0,7    | 0,2    | 15,7   |
| 1992-1993     | San Antonio   | 82     | 76     | 33,3   | 49,9  | 40,1   | 79,7  | 3,8     | 1,3     | 1,0    | 0,2    | 16,7   |
| 1993-1994     | San Antonio   | 77     | 75     | 33,6   | 49,4  | 39,5   | 77,6  | 3,3     | 1,0     | 0,9    | 0,1    | 15,2   |
| 1994-1995     | Denver        | 81     | 3      | 24,6   | 45,3  | 40,3   | 86,6  | 2,7     | 0,7     | 0,5    | 0,1    | 11,3   |
| 1995-1996     | Denver        | 81     | 52     | 32,4   | 47,9  | 41,2   | 76,0  | 3,9     | 1,7     | 0,7    | 0,1    | 14,9   |
| 1996-1997     | Denver        | 82     | 51     | 35,9   | 41,4  | 36,4   | 81,7  | 3,6     | 2,0     | 0,7    | 0,1    | 16,6   |
| 1997-1998     | Seattle       | 79     | 0      | 24,5   | 49,7  | 46,4   | 78,2  | 2,3     | 1,1     | 0,8    | 0,1    | 11,8   |
| 1998-1999     | Seattle       | 48     | 5      | 25,7   | 44,1  | 43,3   | 75,7  | 2,4     | 0,8     | 0,5    | 0,1    | 10,3   |
| 1999-2000     | Milwaukee     | 18     | 0      | 18,0   | 46,5  | 35,4   | 66,7  | 1,9     | 0,3     | 0,3    | 0,0    | 6,8    |
| 1999-2000     | Charlotte     | 24     | 5      | 10,0   | 32,8  | 40,0   | 75,0  | 0,9     | 0,3     | 0,3    | 0,0    | 2,3    |
| Carrière      | Carrière      | 1209   | 589    | 28,8   | 47,9  | 40,3   | 78,4  | 3,5     | 1,4     | 0,8    | 0,2    | 15,7   |
| All-Star Game | All-Star Game | 1      | 1      | 26,0   | 75,0  | 100,0  | 100,0 | 6,0     | 2,0     | 0,0    | 0,0    | 27,0   |

#### Playoffs
Statistiques en playoffs de Dale Ellis
| Saison   | Équipe      | Matchs | Titul. | Min./m | % Tir | % 3pts | % LF  | Rbds/m. | Pass/m. | Int/m. | Ctr/m. | Pts/m. |
| -------- | ----------- | ------ | ------ | ------ | ----- | ------ | ----- | ------- | ------- | ------ | ------ | ------ |
| 1984     | Dallas      | 8      | 1      | 22,3   | 32,5  | 8,3    | 75,0  | 5,3     | 0,5     | 1,3    | 0,3    | 7,4    |
| 1985     | Dallas      | 4      | 1      | 17,0   | 43,5  | 40,0   | 50,0  | 1,8     | 0,8     | 1,0    | 0,0    | 5,8    |
| 1986     | Dallas      | 7      | 0      | 9,6    | 40,9  | 58,3   | 100,0 | 1,0     | 0,3     | 0,3    | 0,3    | 4,3    |
| 1987     | Seattle     | 14     | 14     | 37,9   | 48,7  | 36,1   | 81,5  | 6,4     | 2,6     | 0,7    | 0,4    | 25,2   |
| 1988     | Seattle     | 5      | 5      | 34,4   | 48,2  | 25,0   | 72,4  | 4,6     | 3,0     | 0,6    | 0,4    | 20,8   |
| 1989     | Seattle     | 8      | 8      | 38,0   | 45,0  | 40,5   | 72,7  | 4,0     | 1,3     | 1,4    | 0,1    | 22,9   |
| 1993     | San Antonio | 10     | 10     | 30,5   | 45,1  | 31,3   | 81,3  | 3,5     | 1,1     | 0,4    | 0,0    | 12,5   |
| 1994     | San Antonio | 4      | 4      | 28,5   | 39,5  | 29,4   | 60,0  | 2,5     | 0,3     | 0,8    | 0,0    | 10,5   |
| 1995     | Denver      | 3      | 0      | 24,3   | 35,7  | 30,8   | 92,3  | 4,7     | 1,0     | 0,7    | 0,3    | 12,0   |
| 1998     | Seattle     | 10     | 0      | 17,0   | 37,7  | 42,3   | 83,3  | 1,3     | 0,6     | 0,2    | 0,0    | 5,6    |
| Carrière | Carrière    | 73     | 43     | 27,1   | 44,3  | 35,1   | 78,4  | 3,7     | 1,3     | 0,7    | 0,2    | 13,8   |

## Records sur une rencontre en NBA
Les records personnels de Dale Ellis en NBA sont les suivants :
| Type de statistique        | Saison régulière | Saison régulière         | Saison régulière | Playoffs | Playoffs              | Playoffs      |
| Type de statistique        | Record           | Adversaire               | Date             | Record   | Adversaire            | Date          |
| -------------------------- | ---------------- | ------------------------ | ---------------- | -------- | --------------------- | ------------- |
| Points                     | 53               | @ Bucks de Milwaukee     | 9 novembre 1989  | 43       | Mavericks de Dallas   | 28 avril 1987 |
| Paniers marqués            | 20               | Kings de Sacramento      | 5 janvier 1989   | 18       | Mavericks de Dallas   | 28 avril 1987 |
| Paniers tentés             | 39               | @ Bucks de Milwaukee     | 9 novembre 1989  | 30       | Rockets de Houston    | 14 mai 1987   |
| Paniers à 3 points réussis | 9                | Clippers de Los Angeles  | 20 avril 1990    | 4        | 3 fois                | 3 fois        |
| Paniers à 3 points tentés  | 12               | 3 fois                   | 3 fois           | 8        | @ Jazz de l'Utah      | 5 mai 1994    |
| Lancers francs réussis     | 17               | @ Jazz de l'Utah         | 4 novembre 1988  | 8        | 3 fois                | 3 fois        |
| Lancers francs tentés      | 19               | @ Jazz de l'Utah         | 4 novembre 1988  | 11       | Lakers de Los Angeles | 14 mai 1989   |
| Rebonds offensifs          | 9                | 2 fois                   | 2 fois           | 8        | Mavericks de Dallas   | 28 avril 1987 |
| Rebonds défensifs          | 9                | 2 fois                   | 2 fois           | 7        | Rockets de Houston    | 18 avril 1989 |
| Rebonds totaux             | 14               | Rockets de Houston       | 7 novembre 1996  | 14       | Mavericks de Dallas   | 28 avril 1987 |
| Passes décisives           | 9                | 3 fois                   | 3 fois           | 6        | 2 fois                | 2 fois        |
| Interceptions              | 5                | 6 fois                   | 6 fois           | 4        | Lakers de Los Angeles | 6 mai 1984    |
| Contres                    | 2                | 12 fois                  | 12 fois          | 2        | Nuggets de Denver     | 3 mai 1988    |
| Balles perdues             | 9                | Warriors de Golden State | 21 décembre 1986 | 7        | Lakers de Los Angeles | 12 mai 1989   |
| Minutes jouées             | 69               | @ Bucks de Milwaukee     | 9 novembre 1989  | 53       | Rockets de Houston    | 14 mai 1987   |

## Pour approfondir
- Liste des joueurs en NBA ayant joué plus de 1 000 matchs en carrière.
- Liste des meilleurs marqueurs en NBA en carrière.
- Liste des meilleurs marqueurs à trois points en NBA en carrière.